# 10. století
10. století je podle Gregoriánského kalendáře období mezi 1. lednem 901 a 31. prosincem 1000 našeho letopočtu. Jedná se o desáté a zároveň poslední století prvního tisíciletí.

## Významné události

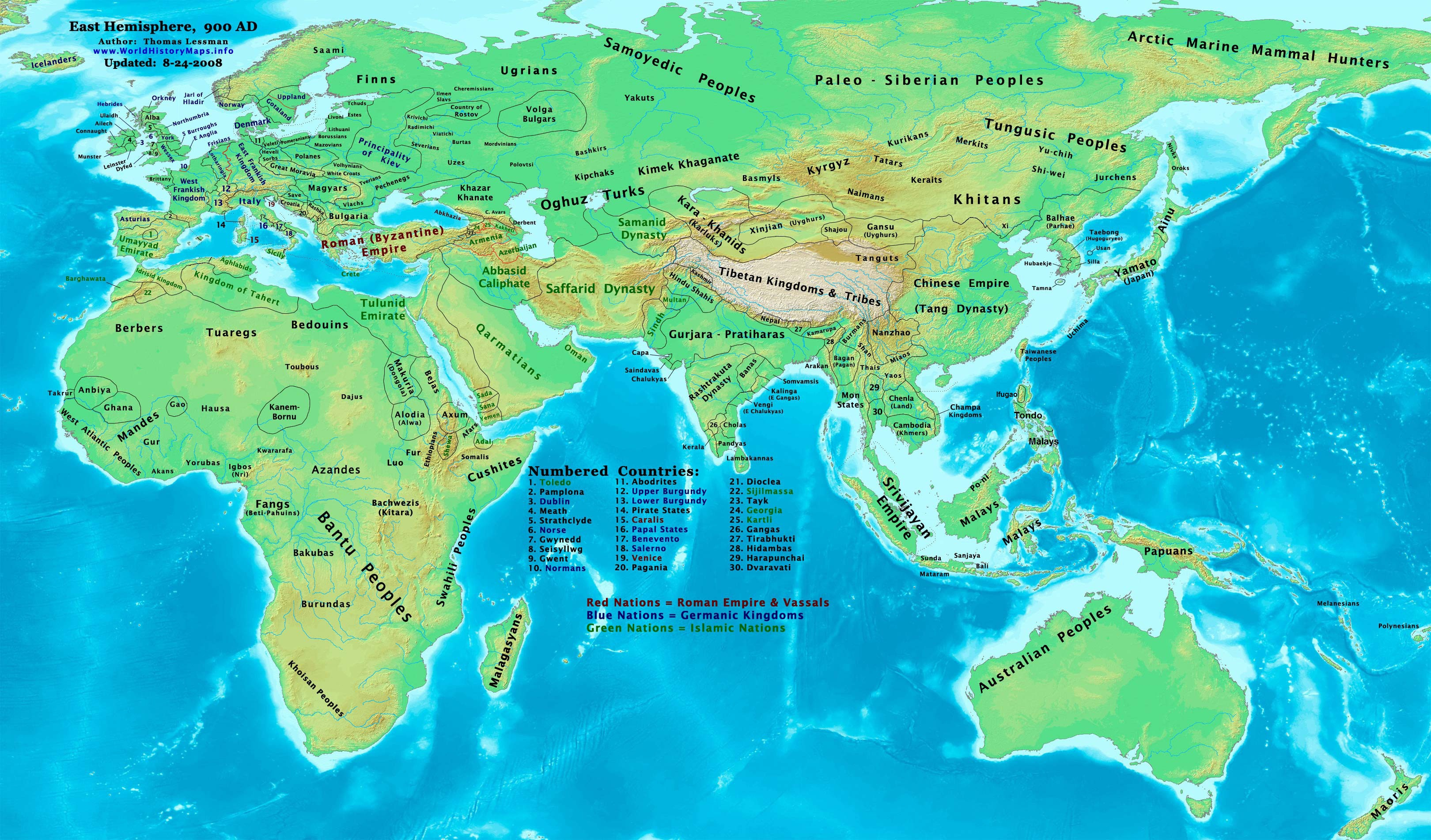
Východní polokoule na počátku 10. století

- Cca 900 zkolabovala nížinná Mayská civilizace. Klasické období v dějinách Mayů vystřídalo období poklasické. Vedle slábnoucí Mayské civilizace pak vrcholu své moci dosáhla kultura Toltéků
- 906/907 došlo k zhroucení Velkomoravské říše
- 909 získal Fátimovský chalífát samostatnost na Abbásovcích
- 910 byl založen klášter v Cluny
- 20. srpna 917 porazil bulharský car Symeon I. Byzantince v bitvě u Acheloje
- 919 se saský vévoda Jindřich I. Ptáčník stal prvním vládcem Východofranská říše z rodu Otonů
- 15. září 921 byla zavražděna kněžna Ludmila, která se stala první českou světicí
- 925 byl chorvatský kníže Tomislav papežem Janem X. korunován prvním králem chorvatského království
- 927 došlo ke sjednocení Anglického království
- 28. září 935 byl zavražděn český kníže Václav I.
- Cca 936 se prvním historicky doloženým králem Dánska stal Gorm Starý
- 10. srpna 955 porazil Východofrancký král Ota I. Veliký s podporou českého knížete Boleslava I. Maďary v bitvě na Lechu
- 962 se prvním doloženým polským knížetem stal Měšek I.
- 963 byla založena Ghaznovská říše
- 965 byla Chazarská říše napadena a poražena Kyjevskou Rusí
- V 70. letech byla v Káhiře při mešitě al-Azhar založena univerzita
- 973 došlo k založení pražského biskupství
- 988 přijal vládce Kyjevské Rusi Vladimír I. křest
- 28. září 995 došlo v Libici nad Cidlinou k vyvraždění českého rodu Slavníkovců
- 23. dubna 997 byl během misie u Prusů usmrcen druhý pražský biskup a pozdější světec Vojtěch
- V závěru století svůj největší rozmach zažilo mayské město Uxmal